# Пищалово (Мосальський район)
Пищалово (рос. Пищалово) — присілок в Мосальському районі Калузької області Російської Федерації.
Населення становить 18 осіб. Входить до складу муніципального утворення Село Боровенськ.

## Історія
Від 2004 року входить до складу муніципального утворення Село Боровенськ.

## Населення
| 2002 | 2010 |
| ---- | ---- |
| 17   | ↗18  |